# 阿鲁阿苏
阿鲁阿苏（西班牙語：Arruazu）是西班牙纳瓦拉的一个市镇。总面积6平方公里，总人口101人（2001年），人口密度17人/平方公里。